# Derek Clayton
Derek Clayton, född 17 november 1942, är en australisk friidrottare. Han deltog vid olympiska sommarspelen 1968 och olympiska sommarspelen 1972.